# Michael Denis
Michael Denis, Johann Nepomuk Cosmas Michael Denis , född den 27 september 1729 i Schärding, död den 29 september 1800 i Wien, var en österrikisk jesuit och präst, som blev bäst känd som entomolog, poet och bibliograf.
Auktorsnamnet Denis kan användas för Michael Denis i samband med ett vetenskapligt namn inom zoologin; se Wikipedia-artiklar som länkar till auktorsnamnet.